# Bhanowara
Bhanowara é uma vila no distrito de Barddhaman, no estado indiano de Bengala Ocidental.

## Demografia
Segundo o censo de 2001, Bhanowara tinha uma população de 7732 habitantes. Os indivíduos do sexo masculino constituem 53% da população e os do sexo feminino 47%. Bhanowara tem uma taxa de literacia de 58%, inferior à média nacional de 59,5%; a literacia no sexo masculino é de 68% e no sexo feminino é de 47%. 13% da população está abaixo dos 6 anos de idade.